# Ștefan Olteanu
Ștefan Olteanu (n. 29 august 1927, Filipești, Surdile Găiseanca, Brăila., d. 19 aprilie 2025, Spitalul Colentina, Bucuresti, Romania)  a fost unul dintre cei mai importanți istorici și arheologi medieviști din România .

## Studii
A absolvit liceu la Buzău apoi a urmat studiile universitare la Facultatea de Istorie din cadrul Universității București pe care le-a absolvit în anul 1953.

## Viața și activitatea
Datorită meritelor sale, istoricul s-a făcut remarcat în cadrum facultății, fiind încadrat ca cercetător deodata cu terminarea studiillor. De-a lungul timpului a profesat ca doctor în istorie și arheologie, „cercetător principal la Institutul de istorie Nicolae Iorga (1953-1973) apoi director adjunct al Muzeului de istorie a Republicii Socialiste România ( 1973-1976)” . „Intre anii 1976 și 1995, timp de două decenii a funcționat ca cercetător științific principal la Institutul de Arheologie Vasile Pârvan din capitală, iar din 1991  a fost profesor universitar în cadrul Facultății de Istorie a Universității Creștine „Dimitrie Cantemir” din București 
A absolvit Facultatea de Istorie a Universității din București în 1953 și a avut o carieră academică și de cercetare remarcabilă. A fost cercetător principal la Institutul de Istorie „Nicolae Iorga” (1953–1973), director adjunct al Muzeului de Istorie al Republicii Socialiste România (1973–1976) și cercetător științific principal la Institutul de Arheologie „Vasile Pârvan” din București (1976–1995). Din 1991, a fost profesor universitar la Facultatea de Istorie a Universității Creștine „Dimitrie Cantemir” din București.
Contribuțiile sale științifice sunt semnificative, abordând teme precum structurile sociale și economice ale comunităților medievale din spațiul carpato-danubiano-pontic, evoluția orașului București și cercetările arheologice din zone precum Șirna (Prahova) și Gherghița. Printre lucrările sale notabile se numără „Societatea carpato-danubiano-pontică în secolele IV–XI: structuri demo-economice și social-politice” și „Comunitatea sătească de la Șirna/Prahova (secolele II–X d.H.)”.
De asemenea, a colaborat cu arheologul Nina Grigore la lucrarea „Orașul medieval Gherghița, județul Prahova (secolele XIV–XVII), în lumina cercetărilor istorice și arheologice”, evidențiind importanța acestui sit în contextul istoriei medievale românești.
Ștefan Olteanu rămâne recunoscut ca unul dintre cei mai importanți specialiști români în istoria și arheologia evului mediu, având o carieră academică și de cercetare cu impact durabil.

## Opere
- Meșteșugurile din Țara Românească și Moldova în EvulMediu, Ed. Academiei Române, București, 1969;

- Istoria mineritului în România, București, 1970;

- Societatea carpato-danubiano-pontică în secolele IV-X, București, 1972;

- Les pays roumains ă l’ epoque deMichael le Brave, Bucurști, 1975;

- Relations between the autochthonouspopulation and the migratorypopulations, București, 1975;

- Lupta de la Valea Albă, București, 1976;

- Istoria științei și tehnicii din România, București, 1976;

- Progresul economic în România, București, 1977;

- Din istoria metalurgiei în România, București, 1981;

- Societatea românească la cumpănă de milenii (sec, VIU-XI), București, 1983;

- Istoria prelucrării pieilor în România, București, 1984;

- Pierre et metal dans le bâtiment au Moyen Age, Paris, 1986;

- Les outils dans les Balkans de Moyen Age ă nosjours, vol. I-II, Paris, 1989;

- Les techniques miniers en Roumanie depuis la Basse Antiquitejusqu’ au Moyen Age, Paris, 1992;

- Romania’s economic Historyfrom the beginnings to World WarII, București, 1995;

- L’histoire de l’economie Roumaine, București, 1996;

- Istoria economică a României, București, 1996;

- Istoria românilor, vol. III, București, 2001;

- Le travail et les hommes, Nancy (Franța), 2002;

- Istoria românilor, vol. V, București, 2003;

- 330 de ani de la nașterea lui Dimitrie Cantemir, personalitate marcantă a culturii europene, București, 2004;

- Comemorare. „Ștefan cel Mare și Sfânt- 500 ani (coordonator), București, 2005;

- Comunitatea sătească de la Șirna, jud. Prahova, în lumina cercetărilor arheologice, București, 2007”[12]